# 죽산 최씨
죽산 최씨(竹山崔氏)는 경기도 안성시 죽산면을 본관으로 하는 한국의 성씨이다. 시조는 조선에서 영의정을 지낸 최효운(崔孝雲)이다.

## 참고 자료
- “죽산최씨(竹山崔氏)”. 뿌리를 찾아서.[깨진 링크(과거 내용 찾기)]